# Département des Bouches-du-Weser

Département des Bouches-du-Weser (1812)

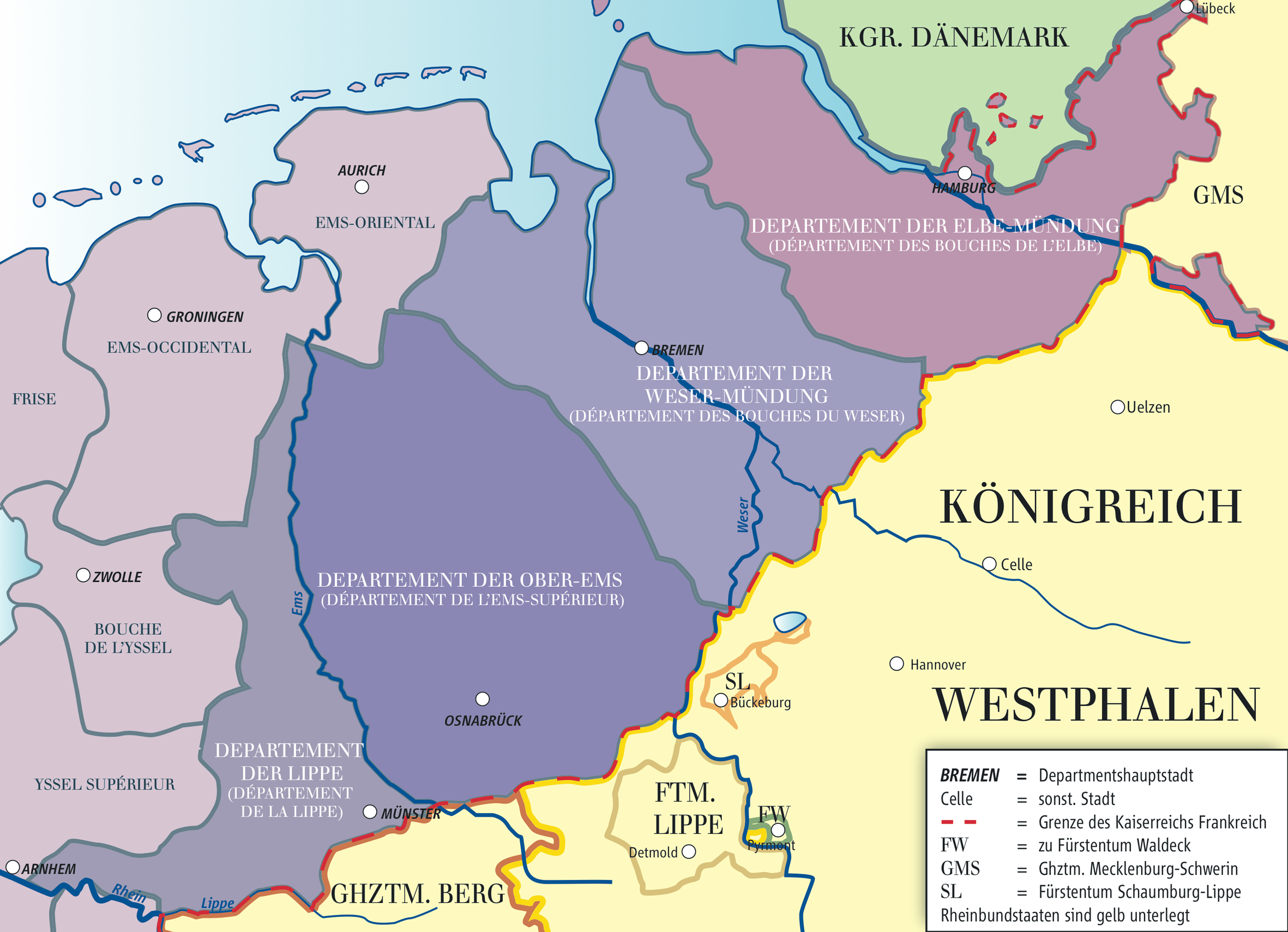
Die „Hanseatischen Departements“

Das Département des Bouches-du-Weser (dt. Departement Wesermündung) war das Departement Nr. 129 des französischen Kaiserreiches und bestand aus deutschen Territorien. Es wurde eingerichtet mit Wirkung zum 1. Januar 1811 als eines der hanseatischen Departements nach der Annexion Hollands und der deutschen Nordseeküste durch Frankreich.

## Lage
Das Departement Wesermündung wurde gebildet aus der vormaligen Freien Reichsstadt Bremen, der Grafschaft Delmenhorst, aus Teilen des Herzogtums Bremen, des Herzogtums Oldenburg, des Fürstentums Lüneburg, der Grafschaft Hoya und dem Fürstentum Verden.
Das Departement umfasste das Gebiet in einer Linie von der Grenze des Departement Ober-Ems zur Grenze des Departement Ost-Ems. Vom Jadebusen bis Cuxhaven bildet die Nordsee die Grenze, von da weiter bis zu den Grenzen des Landes Hadeln bis nach Bederkesa (im Bremischen), von da zum Fluss Oste oberhalb Bremervörde, folgt dem Fluss bis zur Vereinigung mit der Aue bis zur Mündung, dann entlang eines Arms der Wümme auf Hillern oberhalb von Soltau und dann der Linie wie sie durch den französischen Senatsbeschluss bis nach Schlüsselburg bestimmt wurde.

## Geschichte
Die Hauptstadt des Departements war Bremen. Es hatte 329.862 Einwohner auf etwa 173 Quadratmeilen (= 9.800 km²). Das Departement war in vier Arrondissements mit insgesamt 36 Kantonen unterteilt, die in der Regel in Mairien (Bürgermeistereien) untergliedert waren. Die Stadt Bremen war in drei Kantone gegliedert.
| Arrondissement | Einwohner (1811) | Kanton            | Mairien (Bürgermeistereien)                                                   |
| -------------- | ---------------- | ----------------- | ----------------------------------------------------------------------------- |
| Bremerlehe     | 82.634           | Beverstedt        | Beverstedt, Bederkesa, Gnarrenburg, Kuhstedt, Ringstedt                       |
| Bremerlehe     | 82.634           | Bremerlehe        | Bremerlehe, Bexhövede, Dedesdorf, Stotel, Wulsdorf                            |
| Bremerlehe     | 82.634           | Dorum             | Dorum, Neuenwalde, Spieka, Wremen                                             |
| Bremerlehe     | 82.634           | Hagen             | Dammhagen, Meyenburg, Wersabe                                                 |
| Bremerlehe     | 82.634           | Osterholz         | Osterholz, Hambergen, Ritterhude, Scharmbeck                                  |
| Bremerlehe     | 82.634           | Vegesack          | Vegesack, Blumenthal, Lesum, Schwanewede                                      |
| Bremen         | 104.299          | Achim             | Achim, Arbergen, Baden                                                        |
| Bremen         | 104.299          | Bremen-Westkanton | Bremen                                                                        |
| Bremen         | 104.299          | Bremen-Ostkanton  | Bremen                                                                        |
| Bremen         | 104.299          | Bremen-Neustadt   | Bremen                                                                        |
| Bremen         | 104.299          | Bremen-Land       | Arsten, Borgfeld, Hastedt, Oberneuland, Walle, Woltmershausen                 |
| Bremen         | 104.299          | Lilienthal        | Lilienthal, St. Jürgen, Worpswede                                             |
| Bremen         | 104.299          | Ottersberg        | Ottersberg, Fischerhude, Horstedt, Kirchtimke                                 |
| Bremen         | 104.299          | Rotenburg         | Rotenburg, Gyhum, Kirchwalsede                                                |
| Bremen         | 104.299          | Syke              | Syke, Brinkum, Riede, Leeste                                                  |
| Bremen         | 104.299          | Thedinghausen     | Thedinghausen, Emtinghausen, Morsum, Intschede                                |
| Bremen         | 104.299          | Verden            | Verden, Kirchlinteln, Walle                                                   |
| Nienburg       | 50.327           | Altenbruchhausen  | Altenbruchhausen, Asendorf, Neubruchhausen                                    |
| Nienburg       | 50.327           | Bassum            | Bassum, Harpstedt, Neuenkirchen, Nordwohlde                                   |
| Nienburg       | 50.327           | Hoya              | Hoya, Bücken, Eystrup, Martfeld, Wechold                                      |
| Nienburg       | 50.327           | Liebenau          | Liebenau, Steyerberg, Wietzen                                                 |
| Nienburg       | 50.327           | Nienburg          | Nienburg, Drakenburg, Lohe                                                    |
| Nienburg       | 50.327           | Rethem            | Rethem, Kirchboitzen, Westen                                                  |
| Nienburg       | 50.327           | Stolzenau         | Stolzenau, Landesbergen                                                       |
| Nienburg       | 50.327           | Sulingen          | Sulingen, Kampsheide, Scholen, Siedenburg                                     |
| Nienburg       | 50.327           | Walsrode          | Walsrode, Neuenkirchen, Soltau, Stellichte                                    |
| Oldenburg      | 92.602           | Berne             | Berne, Bardewisch, Warfleth                                                   |
| Oldenburg      | 92.602           | Burhave           | Burhave, Abbehausen, Blexen, Stollhamm, Tossens                               |
| Oldenburg      | 92.602           | Delmenhorst       | Delmenhorst, Ganderkesee, Hohenböken, Schönemoor, Stuhr                       |
| Oldenburg      | 92.602           | Elsfleth          | Elsfleth, Altenhuntorf, Bardenfleth, Brake, Hammelwarden, Oldenbrok           |
| Oldenburg      | 92.602           | Hatten            | Hatten, Dötlingen, Hude, Wardenburg                                           |
| Oldenburg      | 92.602           | Oldenburg         | Oldenburg, Holle, Ohmstede, Osternburg                                        |
| Oldenburg      | 92.602           | Ovelgönne         | Ovelgönne, Esenshamm, Golzwarden, Rodenkirchen, Schwei, Seefeld, Strückhausen |
| Oldenburg      | 92.602           | Rastede           | Rastede, Hahn, Jade, Schweiburg                                               |
| Oldenburg      | 92.602           | Varel             | Varel, Bockhorn, Neuenburg, Zetel                                             |
| Oldenburg      | 92.602           | Westerstede       | Westerstede, Apen, Edewecht, Zwischenahn                                      |

Präfekt des Departements war bis zum 17. Oktober 1813 Philipp Karl Graf von Arberg, früher Kammerherr Napoleons und Ritter der Ehrenlegion, der aus einer österreichisch/belgischen Adelsfamilie stammte. Arberg residierte im Eelkingschen Haus am Domshof und danach im Eschenhof an der Domsheide. Er wohnte im Gut Landruhe in Horn. Nach der Flucht von Arbergs übernahm der bisherige Unterpräfekt Johann Pavenstedt (ab 1816 Senator in Bremen) die Amtsgeschäfte bis zur Auflösung des Departements.
Nach der Niederlage Napoleons in der Völkerschlacht bei Leipzig 1813 wurde das Departement entlang der 1810 gültigen Herrschaftsgrenzen wieder Teil des nunmehrigen Königreichs Hannover, des  Großherzogtums Oldenburg, des Herzogtums Braunschweig (Amt Thedinghausen) und der Hansestadt Bremen.
Heute umfasst das Gebiet Teile des Landes Niedersachsen und der Freien Hansestadt Bremen.